# Anna Mokrousova
Anna Mokrousova (Oekraïens: Анна Мокроусова) (Loehansk, 29 april 1981) is een Oekraïense mensenrechtenactivist, psycholoog en medeoprichtster van Blue Bird, een organisatie die informatie bijhoudt over burgers die ontvoerd of verdwenen zijn en het oosten van Oekraïne en psychologisch, juridische en humanitaire hulp biedt aan hun families. Ze studeerde praktische psychologie aan de Taras Shevchenko Nationale Universiteit van Loehansk en de Oost-Oekraïense Volodymyr Dahl Nationale Universiteit.

## Activisme
Mokrousova nam deel aan de Maidan-revolutie in 2014 in Kiev en was onderdeel van het team voor psychologische ondersteuning.
Toen de Russische militaire interventie in Oekraïne begon in februari 2014, zijn veel mensen vermist of ontvoerd, meestal door separatistische en pro-Russische gewapende groeperingen. Mokrousova was op dat moment een activiste in Loehansk en maakte live videoverslagen van separatistische rebellen toen ze de Oekraïense militaire basissen en regeringsgebouwen in Loehansk veroverden. Mokrousova is in 2014 zelf ontvoerd geweest in Loehansk. In het volgende citaat spreekt ze over de problemen waar voormalige gijzelaars mee te maken hebben:
"Er is geen staatsprogramma voor hulp en ondersteuning voor mensen die gevangenschap hebben overleefd. Voormalige krijgsgevangenen kunnen een medisch onderzoek ondergaan, maar ze hebben geen speciale status. De burgers die de gevangenschap hebben overleefd, ontvangen geen hulp helemaal van de staat, hoewel de overgrote meerderheid van hen, na de gevangenschap, ontheemde mensen zijn: zonder huisvesting, zonder werk, zonder essentiële behoeften, met veel gezondheidsproblemen. Tegenwoordig worden vrijwel alle programma's voor psychologische hulp en sociale rehabilitatie uitgevoerd door vertegenwoordigers van ngo's en vrijwilligers."
Mokrousova werd in 2014 coördinator van het openbare initiatief Vostok-SOS, een burgerinitiatief dat zich richt op de bescherming van mensenrechten tijdens de conflictperiode, ter ondersteuning van intern ontheemden. In 2015 was ze medeoprichter van de ngo "Blue Bird". De organisatie is gericht op het werken met mensen die als vermist worden opgegeven of die illegaal worden vastgehouden in Donetsbekken. "Blue Bird" biedt professionele psychologische ondersteuning en hulp, evenals medische screening van en juridische hulp aan de slachtoffers van ontvoeringen. Mokrousova en "Blue Bird" verzamelen ook medicijnen en voedsel voor de gijzelaars, bieden psychologische bijstand en rehabilitatiehulp aan mensen die zijn vrijgelaten en hun gezinnen. "Blue Bird" verzamelt ook informatie over mensen die illegaal worden vastgehouden, gegijzeld of vermist in Donetsbekken, en oefent publieke controle uit op rechtshandhavingsinstanties. De organisatie heeft een database aangelegd met de vermiste Oekraïense militairen en burgers die illegaal zijn vastgehouden in de ATO-zone.

## Onderscheidingen
In december 2014 ontving Anna Mokrousova een Volunteer Award in de categorie “For Protecting Truth”.